# Антем
Антем (на английски език: anthem ['ænθəm]) е литературо-музикално произведение, съдържащо религиозен текст, изпълнявано най-вече в рамките на англиканската църковна служба. На български език може да се преведе и като „химн“ или „църковен химн“. Терминът може да се употреби и в смисъл на песен за прослава, възхвала, обикновено в качеството на символ и емблема на група хора, подобно на израза „национален химн“. Етимологията на думата произхожда от гръцката дума αντιφωνα (antiphōna) и е еднаква по смисъл с думата антифон, позната в православието.
Антемът е характерна форма за църковната музика, изпълнявана по време на службите на Англиканската църква. Той се изпълнява от събралите се хора, обикновено при сутришна или вечерна молитва. Антемът може да има и по-усложнена музикална форма и начин на изпълнение от обикновения църковен химн, който изпълняват миряните. Има някои химни, които се изпълняват по време на коронационната служба на английските монарси. Най-известният днес коронационен химн е Zadok the Priest (HWV 258), композиран от Георг Фридрих Хендел за коронацията на крал Джордж II през 1727 г., тъй като с него започват българските и международни телевизионни излъчвания на Шампионската лига на UEFA. Текстът на антемът представлява избрани пасажи от Библията или някои от частите на Светата литургия. Аналогични на антемите в Англиканската църква са мотетите в Католическата или Протестантската църква, които поначало са написани да се изпълняват от хор и музиканти, а не от сборът от богомолци.
Антемът се развива, като отражение на Католическия „оброчен антифон“, обикновено изпълняван след службата посветена на Благословената Дева Мария и други светци. По времето на кралица Елизабет I, антеми пишат Уилиям Бърд (William Byrd, 1543 – 1623), Томас Талис (Thomas Tallis, 1505 – 1585), както и други анонимни автори, чиито имена не са споменати в книгите "Молитвеник (Book of Common Prayer)" отпреди 1662 г.
Ранните антеми имали семпла музикална текстура, така че думите да са ясно произносими. По-късно през 16 век в т.нар. „стихотворни антеми“ започват да се появяват пасажи за солисти, редувани с такива за хор. Това става основна форма през периода на Реставрацията, когато композитори като Хенри Пърсел (Henry Purcell, 1659 - 695) и Джон Блоу (John Blow, 1649 – 1708) пишат сложни произведения за Кралската църква (Chapel Royal) с оркестров акомпанимент. През 19 век Самюел Уисли (Samuel Sebastian Wesley, 1810 - 1876) пише антеми, вдъхновен от съвременните оратории, които са в няколко части или са с продържителност от над 20 минути. По-късно през същото столетие Чарлс Станфорд (Charles Villiers Stanford, 1852 – 1924) композира такива, ползвайки симфонични техники, целейки да постигне по-сбита и еднородна структура. Повечето атнеми са създадени в духа на своето време, обикновено от църковните органисти, и рядко от професионални композитори, следвайки консервативен стил. Композиторите пишели антеми основно при поръчки и при специални поводи, като например Great is the Lord and Give unto the Lord на Едуард Елгар (Edward Elgar, 1857 – 1934), Rejoice in the Lamb на Бенджамин Британ (Benjamin Britten, 1913 – 1976) и O taste and see на Ралф Вон Уилиямс (Ralph Vaughan Williams, 1872 – 1958), написан за коронацията на кралица Елизабет II. С разхлабване на стриктното използване на английския език, антемът бива значително разнообразен от латинския репортоар.
В днешно време в протестантските църкви под „антем“ се разбира кратка хорова творба (песен), изпълнявана по време на служба.